# Pimm's
Pimm's je značka ovocného koktejlu na bázi ginu, který může být považován také za likér. Poprvé byl vyroben v roce 1823 Jamesem Pimmem a od roku 1997 jej vlastní společnost Diageo. Jeho nejpopulárnějším produktem je Pimm's No.1 Cup.

## Charakteristika
Má tmavohnědou barvu s načervenalým nádechem a jemně chutí koření a citrusových plodů. Jako letní dlouhý nápoj se také běžně podává jako Pimm koktejl se sodovkou (anglický styl), nebo s kousky různého ovoce, zejména jablek, okurek, pomeranče, citronu, jahod a máty. Běžnou náhražkou sodovky je také zázvorové pivo. Pimm's lze také míchat se sektem (nebo perlivým bílým vínem), nazývaným Pimm's Royal Cup. Pimm's Winter Cup se obvykle míchá s horkým jablečným džusem.

## Historie
Pimm, syn farmáře z Kentu, se stal majitelem ústřicového baru v londýnské čtvrti City poblíž Bank of England. Nabídl tonikum (nápoj na bázi ginu obsahující tajnou směs bylin a likérů) jako digestiv, servírovaný v malém korbelu známém jako Pohár č.1, odtud odvozen jeho dodatek.
Pimm's je nejoblíbenější v Anglii, zejména v jižní Anglii. Je to jeden ze dvou základních nápojů na tenisovém turnaji Wimbledon a dalších událostech jako Chelsea Flower Show, Henley Royal Regatta a Glyndebourne Festival Opera. První Pimmův bar byl otevřen na turnaji ve Wimbledonu v roce 1971 a každý rok se divákům prodává více než 80 000 pint Pimmova koktejlu. Spolu se šampaňským byl prohlášen za jeden ze dvou oficiálních nápojů Wimbledonu a také si získal popularitu mezi britskými univerzitami. Pimm's je také standardní koktejl na britských a amerických zápasech pola. Je také mimořádně populární na letních zahradních slavnostech britských univerzit.